# Armadillidium voidiensis
Armadillidium voidiensis är en kräftdjursart som beskrevs av Hans Strouhal 1937. Armadillidium voidiensis ingår i släktet Armadillidium och familjen klotgråsuggor. Inga underarter finns listade i Catalogue of Life.